# Грабув-над-Пилицей (гмина)
Грабув-над-Пилицей (пол. Grabów nad Pilicą) — сельская гмина (волость) в Польше, входит как административная единица в Козеницкий повет, Мазовецкое воеводство. Население — 3800 человек (на 2004 год).

## Сельские округа
1. Аугустув
2. Бронцин
3. Бжозувка
4. Буды-Аугустовске
5. Целинув
6. Цыхровска-Воля
7. Червонка
8. Домбрувки
9. Дзецинув
10. Эдвардув
11. Грабина
12. Грабув-над-Пилицон
13. Грабув-Новы
14. Грабовска-Воля
15. Козолек
16. Кемпа-Немоевска
17. Липинки
18. Ленкавица
19. Нова-Воля
20. Папротня
21. Стшижына
22. Томчин
23. Утники
24. Выборув
25. Закшев
26. Звежинец
27. Грабув-Залесьны

## Соседние гмины
1. Гмина Варка
2. Гмина Магнушев
3. Гмина Гловачув
4. Гмина Стромец